# Beljakovka
La Beljakovka (in russo Беляковка?) è un fiume della Russia siberiana occidentale (Oblast' di Sverdlovsk), affluente di destra della Pyšma, nel bacino dell'Ob'.
Il fiume scorre prevalentemente in direzione nord-orientale. Ha una lunghezza di 95 km, l'area del suo bacino è di 2 120 km². Sfocia nella Pyšma a 245 chilometri dalla foce, vicino al villaggio di Dëmino. Il fiume scorre nei distretti urbani della città di Talica e dell'insediamento di tipo urbano di Tugulym. Attraversa il villaggio di Butka.